# Giovanni Ribisi
Antonio Giovanni Ribisi (født 17. december 1974) er en siciliansk-amerikansk skuespiller. Han blev født og opdraget i Los Angeles, Californien af Gay Landrum og Albert Ribisi. Han er tvillingbror til Marissa Ribisi og har en anden søster, Gina Ribisi.
Ribisi var gift med Mariah O'Brien fra 18. marts 1997 til 3. november 2001. De har en datter, Lucia (født 1997).

## Filmografi
- Walker Texas Ranger (1994)
- The Hills Have Eyes III 1995)
- Scotch and Milk (1996)
- SubUrbia (1996)
- That Thing You Do (1996)
- The Postman (1997)
- Lost Highway (1997)
- Phoenix (1998)
- Saving Private Ryan (1998)
- First Love, Last Rites (1998)
- The Other Sister (1999)
- The Mod Squad (1999)
- It's the Rage (2000)
- Gone in Sixty Seconds (2000)
- The Gift (2000)
- Boiler Room (2000)
- The Virgin Suicides (2000)
- According to Spencer (2001)
- Shot in the Heart (2001)
- Heaven (2002)
- Masked and Anonymous (2003)
- Lost in Translation (2003)
- I Love Your Work (2003)
- Cold Mountain (2003)
- Basic (2003)
- Sky Captain and the World of Tomorrow (2004)
- Love's Brother (2004)
- Flight of the Phoenix (2004)
- The Big White (2005)
- 10th & Wolf (2006)
- The Dead Girl (2006)
- Perfect Stranger (2007)
- The Dog Problem (2007)
- Avatar (2009)
- A Million Ways to Die in the West (2014)